# Альберто Піччініні
Альберто Піччініні (італ. Alberto Piccinini, 25 січня 1923, Рим — 24 квітня 1972, Рим) — італійський футболіст, що грав на позиції півзахисника, зокрема за «Ювентус» та національну збірну Італії.

## Клубна кар'єра
Народився 25 січня 1923 року в Римі. Вихованець футбольної школи клубу «Рома».
У дорослому футболі дебютував 1942 року виступами за «Пескара». Згодом брав участь у змаганнях воєнного часу у складі столичних «Авіа Рома» та «Рома».
У другій половині 1940-х грав за «Салернітану» та «Палермо».
1949 року перейшов до «Ювентуса». Відіграв за «стару сеньйору» наступні чотири сезони своєї ігрової кар'єри. Двічі, в сезонах 1949/50 і 1951/52, виборював з туринцями титул чемпіона Італії.
У сезоні 1953/54 грав за «Мілан», після чого повернувся до «Палермо», де протягом частини 1955 року був граючим тренером.

## Виступи за збірну
1949 року дебютував в офіційних матчах у складі національної збірної Італії.
Загалом протягом кар'єри у національній команді, яка тривала 4 роки, провів у її формі 5 матчів.
Помер 24 квітня 1972 року на 50-му році життя в Римі.

## Статистика виступів

### Статистика клубних виступів
| Сезон                   | Команда                 | Чемпіонат               | Чемпіонат | Чемпіонат | Національний кубок | Національний кубок | Національний кубок | Континентальні кубки | Континентальні кубки | Континентальні кубки | Інші змагання | Інші змагання | Інші змагання | Усього | Усього |
| Сезон                   | Команда                 | Ліга                    | Ігор      | Голів     | Ліга               | Ігор               | Голів              | Ліга                 | Ігор                 | Голів                | Ліга          | Ігор          | Голів         | Ігор   | Голів  |
| ----------------------- | ----------------------- | ----------------------- | --------- | --------- | ------------------ | ------------------ | ------------------ | -------------------- | -------------------- | -------------------- | ------------- | ------------- | ------------- | ------ | ------ |
| 1942–43                 | «Пескара»               | B                       | 4         | 1         | КІ                 | -                  | -                  | -                    | -                    | -                    | -             | -             | -             | 4      | 1      |
| 1943–44                 | «Авіа Рома»             | ЧР                      | 18        | 0         | -                  | -                  | -                  | -                    | -                    | -                    | -             | -             | -             | 18     | 0      |
| 1944–45                 | «Рома»                  | ЧР                      | 14        | 0         | -                  | -                  | -                  | -                    | -                    | -                    | -             | -             | -             | 14     | 0      |
| 1945–46                 | «Салернітана»           | ЧІ                      | 9         | 0         | -                  | -                  | -                  | -                    | -                    | -                    | -             | -             | -             | 9      | 0      |
| 1946–47                 | «Салернітана»           | B                       | 2         | 0         | -                  | -                  | -                  | -                    | -                    | -                    | -             | -             | -             | 2      | 0      |
| 1947–48                 | «Салернітана»           | A                       | 32        | 0         | -                  | -                  | -                  | -                    | -                    | -                    | -             | -             | -             | 32     | 0      |
| Усього за «Салернітану» | Усього за «Салернітану» | Усього за «Салернітану» | 43        | 0         |                    | -                  | -                  |                      | -                    | -                    |               | -             | -             | 43     | 0      |
| 1948–49                 | «Палермо»               | A                       | 36        | 0         | -                  | -                  | -                  | -                    | -                    | -                    | -             | -             | -             | 36     | 0      |
| 1949–50                 | «Ювентус»               | A                       | 32        | 2         | -                  | -                  | -                  | -                    | -                    | -                    | -             | -             | -             | 32     | 2      |
| 1950–51                 | «Ювентус»               | A                       | 12        | 0         | -                  | -                  | -                  | -                    | -                    | -                    | -             | -             | -             | 12     | 0      |
| 1951–52                 | «Ювентус»               | A                       | 34        | 0         | -                  | -                  | -                  | -                    | -                    | -                    | ЛК            | 2             | 0             | 36     | 0      |
| 1952–53                 | «Ювентус»               | A                       | 26        | 0         | -                  | -                  | -                  | -                    | -                    | -                    | -             | -             | -             | 26     | 0      |
| Усього за «Ювентус»     | Усього за «Ювентус»     | Усього за «Ювентус»     | 104       | 2         |                    | -                  | -                  |                      | -                    | -                    |               | 2             | 0             | 106    | 2      |
| 1953–54                 | «Мілан»                 | A                       | 19        | 0         | -                  | -                  | -                  | -                    | -                    | -                    | -             | -             | -             | 19     | 0      |
| 1954–55                 | «Палермо»               | B                       | 13        | 1         | -                  | -                  | -                  | -                    | -                    | -                    | -             | -             | -             | 13     | 1      |
| Усього за «Палермо»     | Усього за «Палермо»     | Усього за «Палермо»     | 49        | 1         |                    | -                  | -                  |                      | -                    | -                    |               | -             | -             | 49     | 1      |
| Усього за кар'єру       | Усього за кар'єру       | Усього за кар'єру       | 251       | 4         |                    | -                  | -                  |                      | -                    | -                    |               | -             | -             | 235    | 4      |

### Статистика виступів за збірну
| Дата       | Місто     | Господарі | Результат | Гості  | Турнір                             | Голи | Примітки |
| ---------- | --------- | --------- | --------- | ------ | ---------------------------------- | ---- | -------- |
| 30-11-1949 | Лондон    | Англія    | 2 – 0     | Італія | товариський матч                   | -    |          |
| 2-4-1950   | Відень    | Австрія   | 1 – 0     | Італія | Кубок Центральної Європи 1948—1953 | -    |          |
| 24-2-1952  | Брюссель  | Бельгія   | 2 – 0     | Італія | товариський матч                   | -    |          |
| 18-5-1952  | Флоренція | Італія    | 1 – 1     | Англія | товариський матч                   | -    |          |
| 26-10-1952 | Стокгольм | Швеція    | 1 – 1     | Італія | товариський матч                   | -    |          |
| Усього     |           | Матчів    | 5         |        | Голів                              | 0    |          |

## Титули і досягнення
- Чемпіон Італії (2):

«Ювентус»: 1949-1950, 1951-1952